# Ashrafiyah, Hama
Ashrafiyah (tiếng Ả Rập: الأشرفية) là một ngôi làng Syria nằm ở phó huyện Qalaat al-Madiq thuộc huyện Al-Suqaylabiyah, Hama. Theo Cục Thống kê Trung ương Syria (CBS), Ashrafiyah có dân số 492 người trong cuộc điều tra dân số năm 2004.